# Aleksandr Gorchkov (patinage artistique)
Pour les articles homonymes, voir Aleksandr Gorchkov.
Aleksandr Gueorguievitch Gorchkov (en russe : Александр Георгиевич Горшков), né le 8 octobre 1946 à Moscou en RSFS de Russie (URSS) et mort le 17 novembre 2022 dans la même ville, est un patineur artistique soviétique de danse sur glace, devenu par la suite juge puis dirigeant de ce sport. Avec sa partenaire Lioudmila Pakhomova, il est champion olympique en 1976 à Innsbruck.

## Biographie

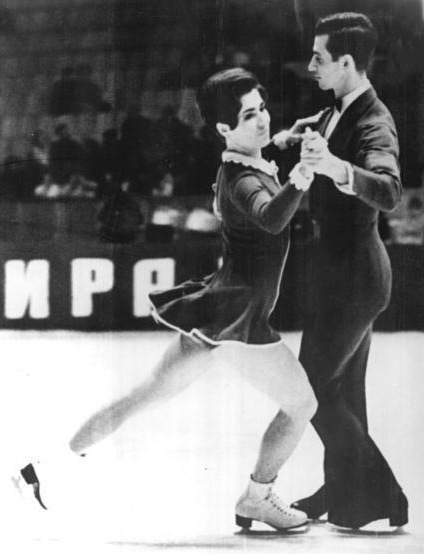
Lioudmila Pakhomova et Aleksander Gorschkov en 1969

### Carrière sportive
Dès 1966, Aleksandr Gorchkov forme un duo avec Lioudmila Pakhomova, évoluant au Dinamo Moscou.
Ils sont champions du monde de 1970 à 1974 et en 1976, remportant leur sixième titre mondial. Aux Jeux olympiques d'hiver de 1976, Pakhomova et Gorchkov deviennent les premiers champions olympiques de danse sur glace. Leur fille Ioulia naît en 1977.

### Reconversion
Juge de l'Union internationale de patinage, Aleksandr Gorchkov devient le président de la Fédération de patinage artistique de Russie (en) après avoir été élu à l'unanimité à Novogorsk le 4 juin 2010.

### Vie privée
Une relation amoureuse entre Lioudmila Pakhomova et Aleksandr Gorchkov naît pendant leur carrière sportive, menant à leur mariage en 1970. Lioudmila Pakhomova meurt du lymphome de Hodgkin en 1986. Gorchkov devient président d'une fondation baptisée du nom de sa défunte épouse, puis prend la tête du comité technique de danse sur glace de l'Union internationale de patinage. Il est inscrit au World Figure Skating Hall of Fame (en) en 1988, de même que Pakhomova à titre posthume.
Aleksandr Gorchkov se remarie avec Irina Ivanovna Gorchkova qui a un fils de son précédent mariage, Stanislav Belïaev.

### Mort
Aleksandr Gorchkov meurt le 17 novembre 2022 à Moscou.

## Palmarès

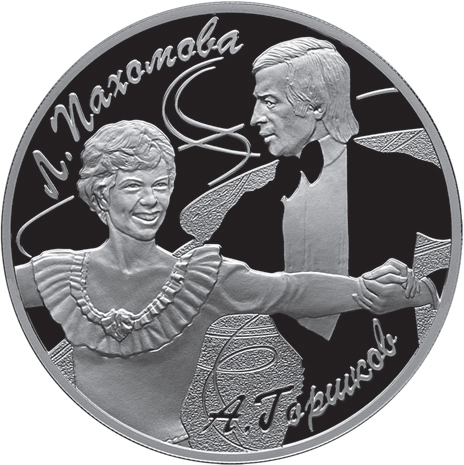
Une pièce de monnaie russe de 3 roubles de 2010 commémorant le couple Pakhomova-Gorchkov.

| Compétitions principales        | 1967    | 1968    | 1969    | 1970    | 1971    | 1972    | 1973    | 1974    | 1975    | 1976    |  |  |  |  |
| Jeux olympiques d'hiver         |         |         |         |         |         |         |         |         |         | 1er     |  |  |  |  |
| Championnats du monde           | 13e     | 6e      | 2e      | 1er     | 1er     | 1er     | 1er     | 1er     |         | 1er     |  |  |  |  |
| Championnats d’Europe           | 10e     | 5e      | 3e      | 1er     | 1er     | 2e      | 1er     | 1er     | 1er     | 1er     |  |  |  |  |
| Championnats d'Union soviétique | 2e      | 2e      | 1er     | 1er     | 1er     | F       | 1er     | 1er     | 1er     | F       |  |  |  |  |
|                                 |         |         |         |         |         |         |         |         |         |         |  |  |  |  |
| Autre Compétition               | 1966/67 | 1967/68 | 1968/69 | 1969/70 | 1970/71 | 1971/72 | 1972/73 | 1973/74 | 1974/75 | 1975/76 |  |  |  |  |
| Moscou Skate                    |         | 2e      |         | 1er     | 1er     | 1er     | 1er     |         | 1er     | 1er     |  |  |  |  |
| Légende : F = Forfait           |         |         |         |         |         |         |         |         |         |         |  |  |  |  |